# Transfiguratiekerk (Krakau)
De Kerk van de Transfiguratie (Pools: Kościół Przemienienia Pańskiego) is een laat-barokke kloosterkerk van de orde der piaristen in Krakau.

## Geschiedenis

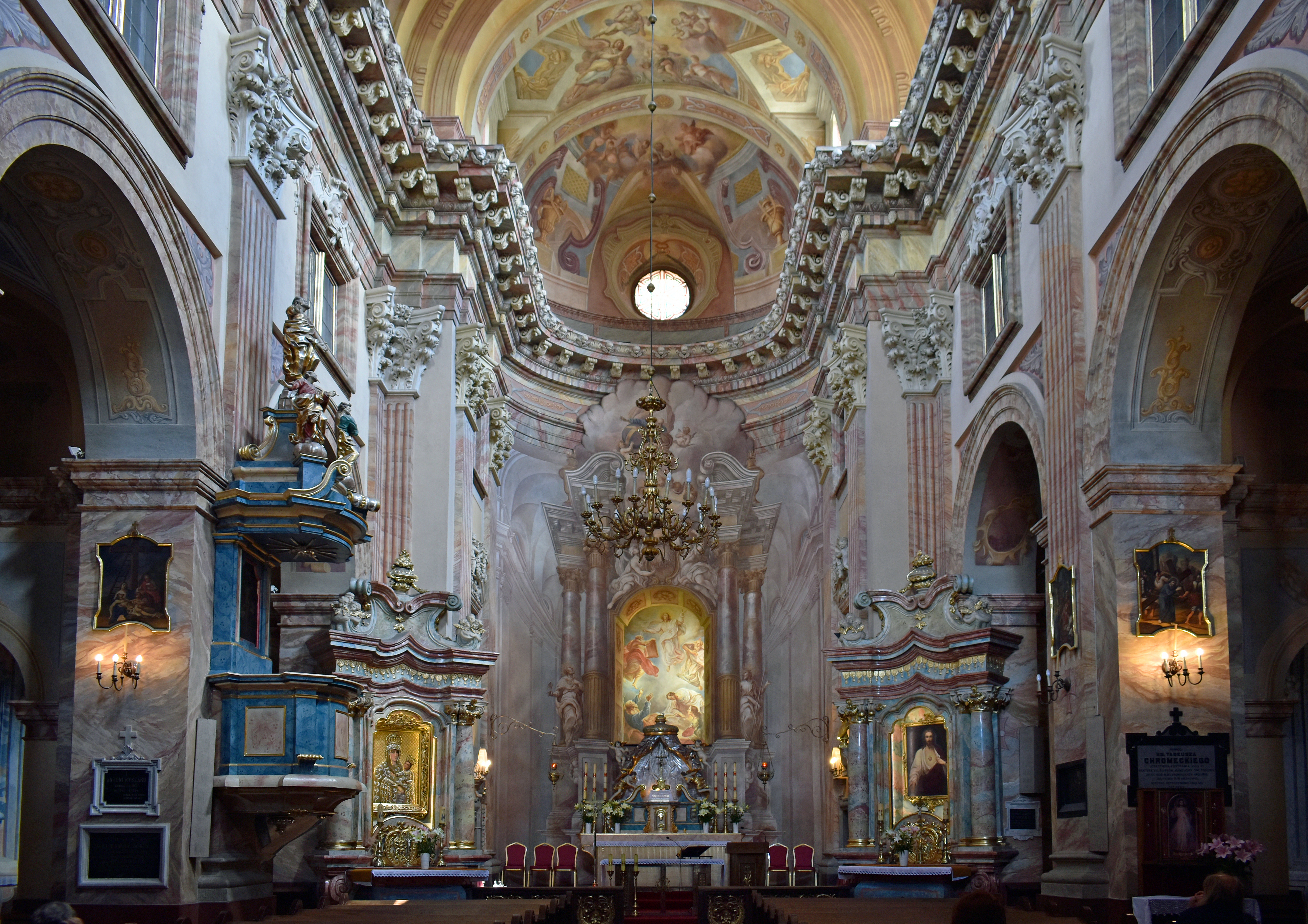
Interieur

De kerk werd gebouwd voor de piaristen, die zich in 1642 vanuit Moravië in Krakau vestigden. Het kerkgebouw werd ontworpen door de Poolse barokarchitect Kacper Bażanka, maar hij zou zelf de voltooiing niet meer meemaken. De gevel uit de jaren 1759-1761 werd door de uit Italië afkomstige en sinds 1742 in Polen werkzame architect Francesco Placidi ontworpen.
De piaristen hebben zich in Krakau verdienstelijk gemaakt in het onderwijs. In 1889 verkreeg de orde toestemming van de autoriteiten om een crypte aan te leggen waar vooraanstaande burgers konden worden bijgezet. Voor de monniken betekende dit een belangrijke aanvulling op de inkomsten. In Krakau werd een begrafenis vanuit deze kerk als een groot voorrecht beschouwd. 
De Transfiguratiekerk werd versierd door uit Moravië afkomstige kunstenaars onder leiding van Franciscus Eckstein. Ook de illusionistische fresco's op het plafond van het middenschip en het hoofdaltaar zijn werken van Eckstein. 
Aan de rechterkant van het altaar werd het hart van Stanisław Konarski ingebed. Bij de ingang van de kerk bevindt zich een buste.